# Georgetown (São Vicente e Granadinas)
Georgetown é uma cidade localizada na ilha de  São Vicente. É a maior cidade de Charlotte Parish.